# Maesteg RFC
Il Maesteg Rugby Football Club è una squadre di rugby a 15 gallese della città di Maesteg. Attualmente partecipa alla Welsh Premier Division.

## Storia
Il Maesteg RFC fu fondato nel 1877 nella valle Llynfi, nella contea di Glamorgan.
Nel 1912 e nel 1913 divenne campione della contea.
Nel 1949-50 completò la stagione senza mai perdere una singola partita.
Nel 1978 e nel 1979 vincitore della Whitbread Merit Table Welsh.
Nel 1982 ha affrontato Irish Wolfhounds (la nazionale di rugby a 13 dell'Irlanda), Crawshays RFC, Toronto Welsh RFC, la nazionale tedesca e i New Zealand Māori (pareggiando 10 a 10 con questi ultimi). Queste partite erano state organizzate per festeggiare il centenario del club. Si scoprì solo più tardi che il Maesteg era stato fondato nel 1877 e che quindi il centenario era caduto cinque anni prima.
Nel 2005 il Maesteg ha conquistato la promozione nella Welsh Premier Division, ma è retrocesso nuovamente nel 2008 concludendo all'ultimo sposto il campionato.

## Giocatori noti
- Gwyn Evans
- Trevor Lloyd
- Ray Hopkins
- Allan Bateman